# Josef Neumann (Leichtathlet)
Josef Neumann (* 18. März 1911; † 8. April 1994 in Rorschach) war ein Schweizer Speerwerfer und Zehnkämpfer.
1936 schied er im Speerwurf der Olympischen Spiele in Berlin in der Qualifikation aus.
Bei den Leichtathletik-Europameisterschaften gewann er 1938 in Paris Bronze im Zehnkampf und wurde 1946 in Oslo Sechster im Speerwurf.

## Persönliche Bestleistungen
- Speerwurf: 70,57 m, 24. Juni 1945, Winterthur
- Zehnkampf: 6664 Punkte, 5. September 1938, Colombes